# Схоре
Схоре (нід. Schore) — село в нідерландській провінції Зеландія. Входить до муніципалітету Капелле.
Його площа становить 3,11 км², а населення станом на 2021 рік складало 485 осіб.
Перша згадка про населений пункт датується 1253 роком.
До 1941 року мало статус окремого муніципалітету.